# Riku Moriyasu
Riku Moriyasu (japanisch 守安 陸 Moriyasu Riku; * 21. Juni 1995 in der Präfektur Osaka) ist ein ehemaliger japanischer Fußballspieler.

## Karriere
Riku Moriyasu erlernte das Fußballspielen in den Jugendmannschaften von Gamba Osaka und Vissel Kōbe sowie in der Universitätsmannschaft der Sangyō-Universität Kyōto. Seinen ersten Vertrag unterschrieb Moriyasu am 1. Januar 2018 bei Albirex Niigata (Singapur). Der 2004 gegründete Verein ist ein Ableger des japanischen Zweitligisten Albirex Niigata. Der Verein spielt in der ersten singapurischen Liga, der Singapore Premier League. 2018 feierte er mit Albirex die Meisterschaft und den Gewinn des Singapore Cup. Das Endspiel gegen Brunei DPMM FC gewann man mit 4:1. Nach 24 Erstligaspielen wechselte er 2019 zum japanischen Fünftligisten FC Tiamo Hirakata. Mit dem Verein spielte er elfmal in der Kantō Soccer League.
Am 1. Februar 2020 beendete er seine Karriere als Fußballspieler.

## Erfolge
Albirex Niigata (Singapur)
- Singapore Premier League: 2018
- Singapore Cup: 2018